# Rainier d'Autriche (1827-1913)
Pour les articles homonymes, voir Rainier d'Autriche.
 (janvier 2016).
Si vous disposez d'ouvrages ou d'articles de référence ou si vous connaissez des sites web de qualité traitant du thème abordé ici, merci de compléter l'article en donnant les références utiles à sa vérifiabilité et en les liant à la section « Notes et références ».
Rainer Ferdinand Maria Johann Evangelist Franz Ignaz d'Autriche, né à Milan le 11 janvier 1827 et mort à Vienne le 27 janvier 1913 est un archiduc d'Autriche et homme d'État. C'est un fils de Rainier d'Autriche, vice-roi de Lombardie-Vénétie et de Élisabeth de Savoie-Carignan.

## Biographie
En 1857, il est nommé à la tête du Reichsrat par son neveu, l'empereur François-Joseph Ier d'Autriche. 
Encore jeune homme, quand il commence sa carrière militaire, il devient ministre-président d'Autriche et conseiller de l'empereur de 1861 à 1865, en adoptant des mesures diplomatiques pendant cette période.  
Il est chef du Landwehr de 1868 à 1906 et est promu Feldzeugmeister en 1874. Rainier est aussi grand connaisseur d'art et de sciences, à tel point qu'il devient conservateur de l'académie des sciences et protecteur du Musée autrichien de l'art et de l'industrie par la suite, pour devenir enfin en 1873 président de l'Exposition universelle de Vienne.
C'est aussi un grand collectionneur de papyrus de l'Antiquité. Son immense collection est aujourd'hui conservée à la Bibliothèque nationale autrichienne et est protégée par l'Unesco.
Très populaire à Vienne, l'archiduc Rainier fait bâtir en 1903  le Schloss Wilhelminenberg.
Il se marie en 1852 avec sa cousine Marie-Caroline, fille de l'archiduc Charles-Louis. Le couple n'a pas d'enfants mais traite comme le fils qu'ils n'ont pas eu le prince Gaétan de Bourbon-Siciles, neveu de l'archiduchesse condamné à l'exil par les armées du Risorgimento. L'archiduc soutient la carrière du jeune homme et le fait entrer comme officier dans un de ses régiments. Le prince se distingue à Sadowa en 1866. 
L'archiduc meurt à 86 ans en 1913. L'archiduchesse le suit dans la tombe deux ans plus tard.